# Euploea barea
Euploea barea är en fjärilsart som beskrevs av Hans Fruhstorfer 1911. Euploea barea ingår i släktet Euploea och familjen praktfjärilar. Inga underarter finns listade i Catalogue of Life.